# 카사이주

카사이 주의 위치

카사이주(프랑스어: Province du Kasaï)는 콩고 민주 공화국 중부에 위치한 주로 주도는 루에보이며 면적은 95,631km2, 인구는 3,199,891명(2005년 기준), 인구 밀도는 33명/km2이다.
2006년에 개정되어 2015년에 시행된 콩고 민주 공화국 헌법에 따라 카사이옥시당탈 주에서 분리되어 신설되었다. 남서쪽으로는 쾅고 주, 서쪽으로는 퀼루 주, 북서쪽으로는 마이은돔베 주, 북쪽으로는 추아파 주, 북동쪽으로는 상쿠루 주, 남동쪽으로는 카사이상트랄 주와 접하며 남쪽으로는 앙골라와 국경을 접한다.